# Robert Tailor
Robert Tailor  (fl. en 1614) est un dramaturge anglais de l'époque de Jacques VI d'Écosse et Ier d'Angleterre.

## Biographie et œuvre
On ignore à peu près tout de sa vie, et on ne lui connaît qu'une seule pièce de théâtre, quelques vers, et une œuvre religieuse et chantée qui lui est attribuée sans certitude.

### The Hog hath lost his Pearle
Le titre de cette comédie fait sans doute référence à l'expression anglaise , to cast pearls before swine (« donner de la confiture à des cochons »), puisque The Hog hath lost his Pearle peut se traduire par « le pourceau a perdu sa perle » ou, dans ce contexte, « le cochon a perdu sa confiture ».
D'après une lettre de sir Henry Wotton adressée à Edmund Bacon (en), cette pièce a été jouée sans licence par quelque seize apprentis au théâtre des Whitefriars. Les shérifs sont intervenus avant la fin de la représentation et « ont invité six ou sept des acteurs à jouer le dernier acte en prison », les autres s'étant enfuis. L'absence de licence est sans doute dû au fait que, dans la pièce, l'usurier Hog (hog : cochon) fait vraisemblablement allusion à sir John Swinnerton (swine : cochon aussi), le lord-maire du moment. Frederick Fleay complète l'allusion en faisant le rapprochement entre « Pearl » et William Cecil, « Earl of Salisbury » (comte de Salisbury).
L'arrêt de la pièce en plein spectacle a sans doute eu lieu le 14 février 1613. D'après son prologue, on comprend qu'après avoir été bringuebalée d'une maison à une autre, la pièce finit par obtenir « une licence de chevalier », lui permettant d'être jouée « à loisir », comme dit le prologue, au Red Bull Theatre et au Curtain Theatre, bien qu'elle conserve dans le texte beaucoup d'allusions. En effet, le « grognement aux affaires d'État » correspond expressément à William Cecil, et l'« invective des vices de la Cité » coïncide avec l'attitude du lord-maire. D'autres allusions émises par les personnages permettent de reconnaître – mais sans certitude absolue – chez l'un (Haddit) une caricature de Dekker, et chez un autre celle de Ben Jonson.
Pourtant le prologue dément avec ardeur toute intention séditieuse ou politique, et quelques décennies plus tard, en 1680, Thomas Otway écrira L'Orpheline ou le Mariage malheureux qui possède une intrigue semblable. La fin du prologue fait référence au succès de Périclès, prince de Tyr, pièce de William Shakespeare et de George Wilkins :
- And if it proue so happy as to please,
- Weele say tis fortunate like Pericles.
- Et s'il s'avère assez heureux pour plaire,
- Nous dirons que c'est un succès comme Périclès[5].

Le peu de scènes qui ont quelque mérite ont été insérées par Charles Lamb dans son Specimens. La pièce a été réimprimée à chaque édition de Old Plays (volume 11) de Robert Dodsley, ainsi que dans Ancient British Drama.

### Sacred Hymns
L'ouvrage suivant a aussi été attribué à Tailor, bien que ce soit dans un tout autre registre : Sacred Hymns, consisting of Fifti Select Psalms of David and others, paraphrastically turned in English Verses. And by Robert Tailour set to be sung in five parts, as also to the Viole and the Lute or Orph-arion. («Hymnes sacrés, formés de cinquante psaumes choisis de David et d'autres, mis en vers anglais par paraphrases, et faits par Robert Tailour pour être chantés en cinq parties avec aussi la viole, le luth ou l'orphéon»).
La différence avec la comédie précédente est telle que certains historiens du théâtre voient deux personnes différentes, le Tailor dramaturge et le Tailour musicien. William Carew Hazlitt (en) par exemple, dans son Handbook to the Popular Literature, distingue Tailor Robert, auteur de The Hog, et un autre Tailour Robert, auteur des Sacred Hymns. Il maintient son opinion, contredisant Robert Dodsley, dans A Select Collection of Old English Plays.
Sacred Hymns est imprimé en 1615 par Thomas Snodham. Les cinquante psaumes sont mis sur douze tons. Un Hymne à Dieu est placé en début de volume. Les paraphrases sont remarquables, et la piété des parties sérieuses montre que leur auteur est aussi le paraphraseur des psaumes.

### Autre œuvre
Quelques vers de félicitation, signés R. Tailor et datés de décembre 1613, figurent dans la préface de The Nipping or Snipping of Abuses de John Taylor.